# William Orchardson
William Quiller Orchardson, född 27 mars 1832, död 13 april 1910, var en skotsk målare.
Orchardson var ursprungligen illustratör men övergick snart till genremåleri. Scener ur engelskt societetsliv och historiska situationsbilder blev hans typiska ämnen. Bland hans arbeten märks Napoleon ombord på Bellerophon (Tate Gallery) och Voltaire hos hertigen av Sully (Hamburger Kunsthalle).